# Сексуальна культура Японії
Сучасна сексуальна культура Японії дуже тісно пов'язана з традиційною культурою Японії і з соціально-економічними перетвореннями, які японське суспільство пережило в XX столітті.

## Традиційна сексуальна культура
Сексуальна культура в Японії протягом століть розвивалася окремо від континентальної Азії. В Японії домінуючою релігією є синтоїзм, який не вважає сексуальний зв'язок гріховним і не забороняє його. З'єднання жіночого та чоловічого початків уявлялося джерелом всього сущого, тому традиційна японська релігія не засуджувала статевий зв'язок, а навпаки — заохочувала статеві стосунки.
Саме уявлення в японській міфології про створення світу і держави нерозривно пов'язане з сексуальним актом. Згідно з двома найдавнішими літературними пам'ятками Японії, Кодзікі і Ніхон Сьокі, Японські острови були створені з піни, яка впала в океан з дорогоцінного списа, яке боги Ідзанагі і Ідзанамі занурили в морську безодню. Саме створення держави стало результатом статевого акту між божествами.

Так це описано в Кодзікі:
|                              | 於是,天神諸命詔伊邪那岐命、伊邪那美命二柱神曰:「是飄流之國者,爾等宜往而修理固成.」遂依言而賜天沼矛.故二神立天浮橋,指下其矛以畫攪海水,令滄溟作鳴而引上其矛時,自矛末垂落之潮,積凝成島,是為-淤能碁呂島. 二神降坐此島,豎天之御柱,造八尋殿.伊邪那岐問其妹曰:「汝身者如何成也?」伊邪那美答曰:「妾身層層鑄成,然未成處有一處在.」故伊邪那岐詔:「吾身亦層層鑄也,尚有凸餘處一,故以此吾身之餘處,刺塞汝身之未成處,為完美態而生國土,奈何?」伊邪那美答「然善.」如此應而伊邪那岐又詔:「既此,吾倆行繞天之御柱,逢而為婚!」 |  | Тому обидва бога, ступивши на Небесний Плавучий Міст, той дорогоцінний спис завантажили, і, обертаючи його, місили [морську] воду, і коли витягли [його], вода, що капала з кінчика списа, згустилися, стала островом. Це Оногородзіма - острів, що Сам Собою згустився. На цей острів [вони] спустилися з небес, спорудили небесний стовп, звели просторі покої. Тут запитав [Ідзанагі] богиню Ідзанамі, свою молодшу сестру: «Як влаштоване твоє тіло?»; і коли так запитав, [вона] відповіла: «Моє тіло росло-росло, а є одне місце, що так і не виросло». Тут бог Ідзанагі-но мікото сказав: «Моє тіло росло-росло, а є одне місце, що дуже зросло. Тому, думаю я, то місце, що у мене на тілі занадто зросло, маю вставити в те місце, що у тебе на тілі не виросло, і народити країну. Ну як, народимо? ». Коли так сказав, богиня Ідзанамі-но мікото відповіла: «Це [було б] прекрасно!». |  |
| — Кодзікі. Сувій 1, глава 4. | |  | |  |

Схожа історія описана в Ніхон Сьокі.
|                         | 一書曰：男女耦生之神，先有埿土煑尊、沙土煑尊；次有角樴尊、活樴尊；次有面足尊、惶根尊；次有伊弉諾尊、伊弉𠕋尊。樴，橛也。伊弉諾尊、伊弉𠕋尊，立於天浮橋之上，共計曰：「底下豈無國歟？」廼以天之瓊〈瓊，玉也，此曰努。〉矛，指下而探之，是獲滄溟。其矛鋒滴瀝之潮，凝成一嶋，名之曰磤馭慮嶋。二神於是降居彼嶋，因欲共爲夫婦產生洲國 <…> 因問陰神曰：「汝身有何成耶？」對曰：「吾身有一雌元之處。」陽神曰：「吾身亦有雄元之處，思欲以吾身元處合汝身之元處。」於是陰陽始遘合爲夫婦 |  | Ідзанагі-но мікото, Ідзанамі-но мікото, ставши на Небесному Плавучому Мосту, один з одним бесіду тримали і рекли: «А чи немає там, на дні, країни?». І ось, взяли Небесний Яшмовий Спис, опустили його і поворушили ним. І намацали вони синій океан. Краплі, що падали з вістря списа, застигли і утворили острів. Ім'я йому дали Оногоро - Сима. Два божества тоді спустилися на цей острів і забажали, уклавши шлюбний союз, породжувати землі країни. <...> І ось він запитав у Богині-жінки: «Є у тебе в тілі таке місце, яке створене?» Вона відповідала: «У моєму тілі є місце, витік жіночого». Бог-чоловік сказав: «У моєму ж тілі є місце-витік чоловічого. Я бажаю поєднати місце-витік мого тіла з місцем-витоком твого тіла ». І тоді чоловік і жінка вперше з'єдналися і стали чоловіком і дружиною. |  |
| — Ніхон Сьокі. Сувій 1. | |  | |  |

Оголене тіло, так само як і любовні відносини, ніколи не вважалися предметом сорому в Японії, проте також і не були предметом «високого мистецтва» чи естетичного милування. Японці не створювали нічого подібного творам античної культури, де предметом зображення було тіло як таке. Висока література і поезія епохи Токугава були геть позбавлені любовної складової, а такі популярні «весняні картинки» мали радше суто практичне призначення, ніж естетичне. Такі зображення ніколи не вішали на стіни, де традиційно головне місце займали картини і каліграфічні малюнки.
Манйосю:
На горі на Цукуба,

Де живуть серед піків орли,

Серед гірських відножин,

Де струяться в горах струмки,—

Зазиваючи одне одного,

Діви та юнаки знову зібрались

Біля багать запалених,

Будуть тут хороводи водить,

І чужу жінку буду я тут сьогодні любить,

А моєю жінкою інший зате буде кохать.

Бог, що владарює тут

І править серед цих гір,

Дав на це згоду людям

Ще з давніх пір.

І сьогодні одне для себе добре розумій:

Дорікать ти не можеш,

І мучитись теж не смій!
В Японії аж до Реставрації Мейдзі цнотливість дівчини не була обов'язковою умовою для шлюбу, а серед простого населення були широко поширені дошлюбні статеві контакти (йобаї). Досить своєрідно до цнотливості підходили аристократи, які не докоряли дружині, якщо її першим чоловіком ставала більш впливова людина. І тільки серед військового стану, що багато в чому зазнав конфуціанського впливу, цнотливість була однією з важливих вимог для жінки для укладання шлюбу. Якщо ж наречена виявлялася не незайманою, то ганьба в першу чергу лягала на всю сім'ю, а суспільство особливо засуджувало її мати, оскільки саме вона не змогла дати належного виховання дочці.
Разом з появою європейських місіонерів сексуальна культура Японії отримала нові табу. Втім, сталося це не відразу і європейські мандрівники другої половини XIX століття відзначали живописні картини, коли молода дівчина могла купатися на порозі свого будинку, зовсім не бентежачись поглядів перехожих чоловіків (при цьому й самі перехожі чоловіки так само не відчували ніякого збентеження від побаченого). 1883 року був виданий закон, що забороняє утримання наложниць. Під значним впливом західних ідей почали формуватися правила моралі та етикету для жінок, які раніше поширювалися лише на жінок самурайського класу.

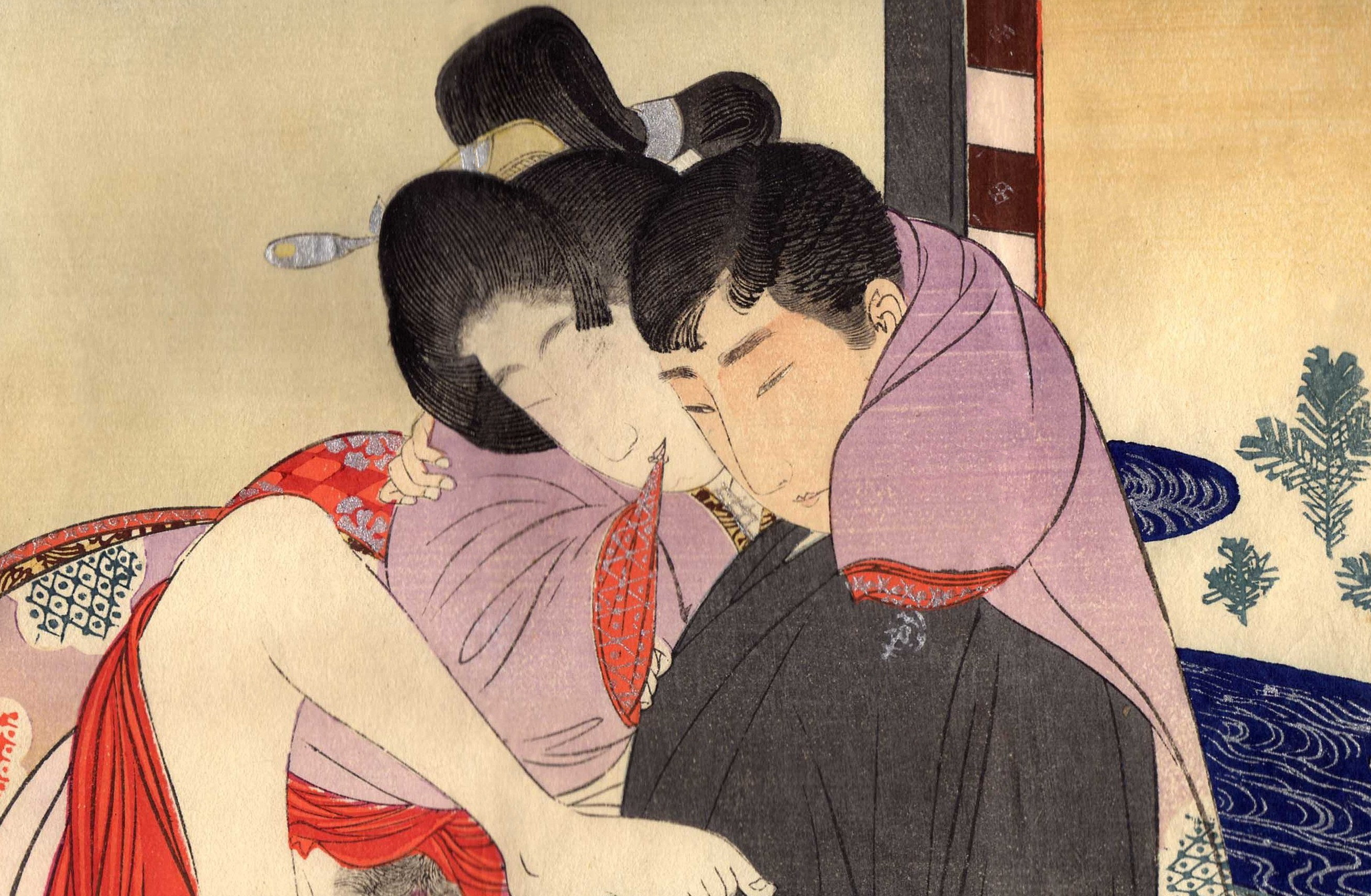
Сюнга періоду Мейдзі. Чоловік з європейською зачіскою займається любов'ю з жінкою в традиційному японському костюмі

## Поділ соціальних ролей

### «Безневинні» чоловіки
Протягом віків в японському суспільстві з його досить суворими нормами поведінки чоловіче сексуальне бажання було природним і самим собою зрозумілим, тому у випадках з будь-якими проявами чоловічої похоті (японці використовують термін сукебе, тобто розпусність), включаючи навіть девіантні прояви, такі як побаченнями зрілих чоловіків зі школярками (ендзьо-косай), продаж ношеної білизни статевозрілих дівчат (бурусера), докучаннями в громадському транспорті (тікан), засудження викликають лише самі дівчата і жінки, які володіють «порочними» тілами, однак ні в якій мірі не самі чоловіки, чия сексуальність заохочується в будь-яких формах, навіть маргінальних.

### «Непорочні» жінки
З початку епохи Едо японські чоловіки стали суворо поділяти жінок на тих, чиї тіла можуть бути об'єктом сексуального потягу (гейші та повії), і на тих, чиї тіла позбавлені сексуальної привабливості (матері і дружини). «Жіноча сексуальність не могла поєднуватися з материнством, — писала японська дослідниця Тіеко Аріга. — Сексуальні жінки не повинні були ставати матерями, а матері не могли бути сексуальними».
На початку XX століття в Японії стали насаджуватися уявлення про «хорошу жінку і мудру мати». Згідно з новими законами і сформованим в масовій свідомості образом, роль благочестивої і цнотливої дружини в сім'ї зводилась до виконання виключно сімейних обов'язків. Причому з юридичної точки зору навіть всередині сім'ї жінка не мала будь-яких прав: без згоди чоловіка вона не могла позичати гроші, дарувати і отримувати подарунки тощо. За висловом професора Хідео Танаки , правоздатність жінки мало чим відрізнялася від правоздатності розумово відсталого. Жінки не могли подавати на розлучення, за зраду чоловікові передбачалося позбавлення волі, в той час коли щодо подібних правопорушень з боку чоловіків закон залишався німим. Дещо забиті й інфантильні дружини в уявленні японців виступали як партнери життя, але не як об'єкти сексуального бажання. Їх участь в політичному житті країни здійснювалося народженням і вихованням синів — нових солдатів Імперії. З цієї ж причини будинок і внутрішні покої не виступали сферою інтимного, приватного життя, а секс з дружиною був спрямований на виконання репродуктивної функції, а не на отримання сексуального задоволення.
У повоєнний час суворе розмежування соціальних ролей («дружина-домогосподарка» і «чоловік-годувальник») привело до кризи японських сімей, яка з одного боку проявлялася в кризі відносин у подружжі (в тому числі і в сексуальному плані), а з іншого боку — в зміщенні сексуального бажання чоловіків на молодих «девіантних» дівчат, які в свою чергу були продуктами тих самих нещасливих сімей.

### «Порочні» жінки
Інститут повій існував в Японії протягом багатьох віків. 1872 року був виданий "Закон про визволення повій ", що дозволяв проституткам за бажанням звільнятися від експлуатації сутенерами. Втім прогалина в законодавстві призвела до того, що повії стали надавати послуги в приватному порядку. У той же період була накладена заборона на спільне купання в лазнях, продаж Сюнг, та оголення в публічних місцях.
Відразу після закінчення війни в Японію почали прибувати американські окупаційні війська. При спільному фінансуванні японського уряду і підприємців для них була заснована Асоціація спеціальних розваг (特殊慰安施設協会), а саме — мережа публічних будинків, жінки для яких підбиралися в сільській місцевості. Однак у зв'язку з швидким поширенням венеричних хвороб серед військовослужбовців було заборонено користуватися цими закладами. У січні 1946 р. окупаційна влада направила японському уряду пам'ятну записку про скасування системи проституції в Японії (Ніхон ні океру косе сейдо хайсі ні кансуру обоегакі), Міністерство внутрішніх справ сповістило губернаторів про необхідність введення заборони на проституцію. У січні 1947 року був опублікований Імператорський указ № 9 про покарання осіб, що змушують жінок займатися проституцією (Фудзе ні баїн сасета моно надо-но сьобацу ні кансуру текуго). Таким чином в законодавчому порядку система проституції була ліквідована. В листопаді 1951 року 80 жіночих організацій з ініціативи Християнського жіночого товариства тверезості створили Раду проти відродження системи ліцензованої проституції (Косьо сейдо фуккацу кьогікай) і рух за перетворення Імператорського указу № 9 в закон. Цей рух діяв до 1956 року, коли був прийнятий Закон про запобігання проституції (Байсюн босіхо).
У сучасній Японії, згідно з чинним законодавством, яке забороняє вчинення статевого акту за грошову винагороду, платні сексуальні послуги надаються лише у завуальованій формі.

### Школярки як соціальна верства і їхній сексуальний образ

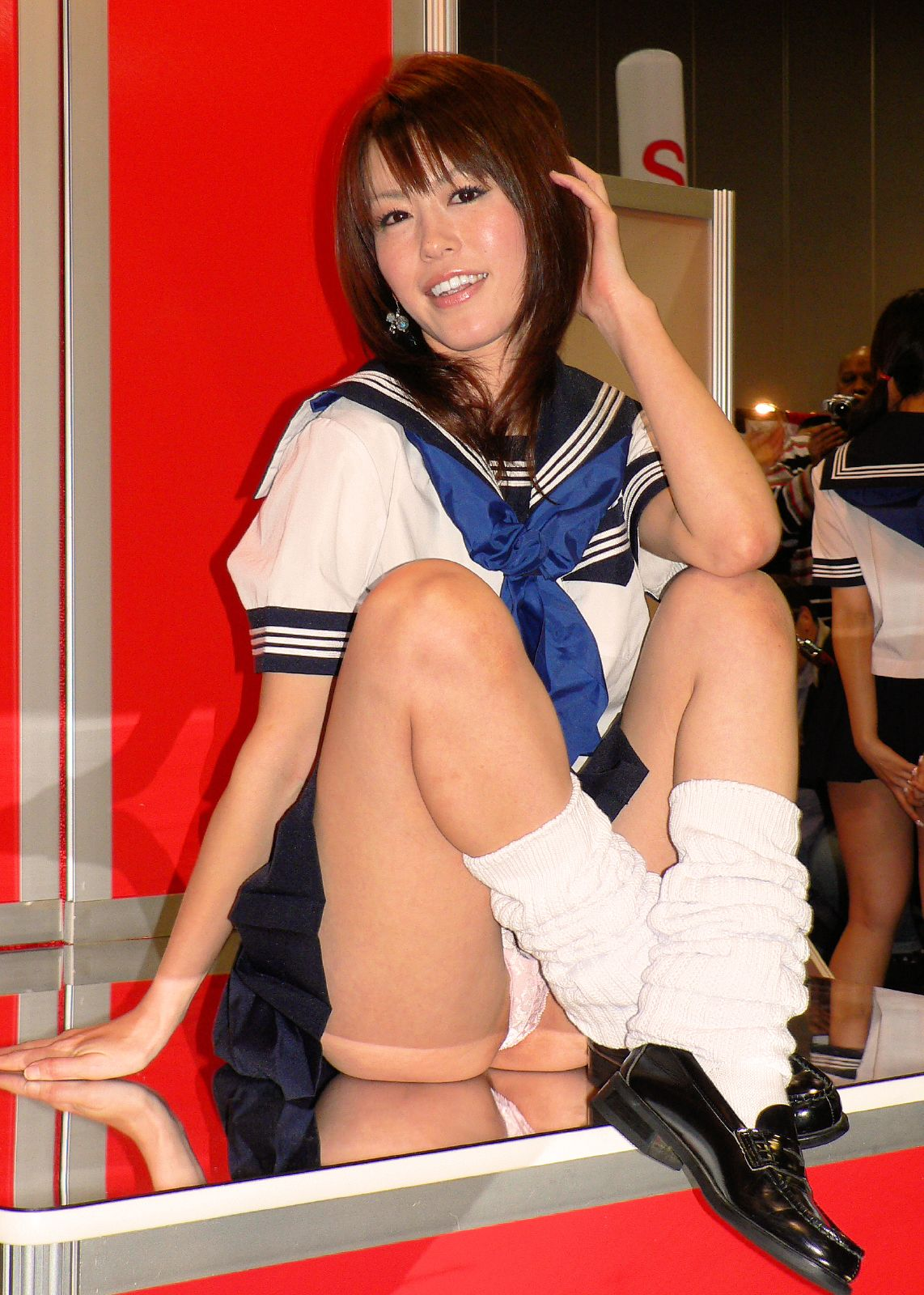
25-річна порнозірка. Експлуатація образу невинних школярок — відмінна риса японської масової культури

Образ школярок, як представниць модерного суспільства, був сформований в Японії ще на початку XX століття. У повоєнний час привабливий для чоловічої аудиторії образ молодої невинної дівчини став активно експлуатуватися в масовій культурі — як в музиці, так і в кінематографі. Поп-ідол 1970-х Момое Ямагуті отримала популярність в 13 років, коли виконала пісню «Зелений персик» з приспівом «Роби зі мною, що хочеш. Нехай всі говорять, що я погана». У кінематографі образ школярок, що піддаються насильству, в тому числі сексуальному, став активно експлуатуватися з початку 70-х рр. Одними з перших так званих «рожевих фільмів», вироблених однією з найбільших японських кінокомпаній Nikkatsu, стали трилогія «Жіноча старша школа» з Дзюнко Нацу в головній ролі і "Доповідь про старшу школу: Біла грудь Юко " (1971). У наступному році компанія Toei, головний конкурент Nikkatsu, зняла серію сексплуатацій «Лячна жіноча школа» (1972—1973). Режисер Норіфумі Судзукі визнав: «Я робив те, що вимагала від мене компанія. Будь ласка, не шукайте в цих фільмах якогось авторського самовираження. Я був торговцем в індустрії низькопробного кіно, ремісником, вільним від ідеології». Японський кінокритик Тосіо Такасакі так пояснював сплеск інтересу кіноіндустрії до школярок: «Взяти щось чисте і невинне, на кшталт школярок, і помістити їх в небезневинну ситуацію — це мрія кожного чоловіка». На його думку, фільми з голими, підданими насильству школярками були ідеальною приманкою для кіноаудиторії, яка на 100 % складалася з чоловіків. З початку 1990-х років образ школярок почав активно використовуватися в японській порнографії.
На початку 90-х років ХХ століття на тлі гострої економічної кризи нове покоління школярок усвідомило «ринкову вартість» своїх тіл, через що поширення набула практика ендзьо-косай — оплачуваних побачень, на яких чоловіки середнього і старшого віку проводять час з дівчатами, купуючи їхній час за гроші та/або подарунки. Однією з причин цього явища дослідники вважають формування суспільства споживання в Японії, що зумовило прагнення молодих дівчат до підвищення соціального статусу шляхом придбання дорогих брендових речей, кошти на які вони не могли отримати від своїх батьків. Також причиною поширення ендзьо-косай став неблагополучний сімейний фон: у більшості японських сімей батьки й матері рідко беруть спільну участь у вирішенні домашніх проблем та у вихованні дітей.